# Villeneuve-sur-Yonne
Villeneuve-sur-Yonne település Franciaországban, Yonne megyében. Lakosainak száma 5130 fő (2022. január 1.). Villeneuve-sur-Yonne Passy, Armeau, Les Bordes, Bussy-le-Repos, Dixmont, Marsangy, Rousson, Saint-Julien-du-Sault és Véron községekkel határos.

## Fekvése
Senstől délre, a Yonne folyó völgyében fekvő település.

## Története
A Yonne folyó mellett fekvő várost még 1163-ban VII. Lajos francia király alapította. Akkortájt alakították ki rendezett utcasorait is. Főutcájának elején és végén egy-egy gótikus megerősített kapu áll. A 41. szám alatt pedig egy érdekes, 18. századi palota áll.

## Galéria

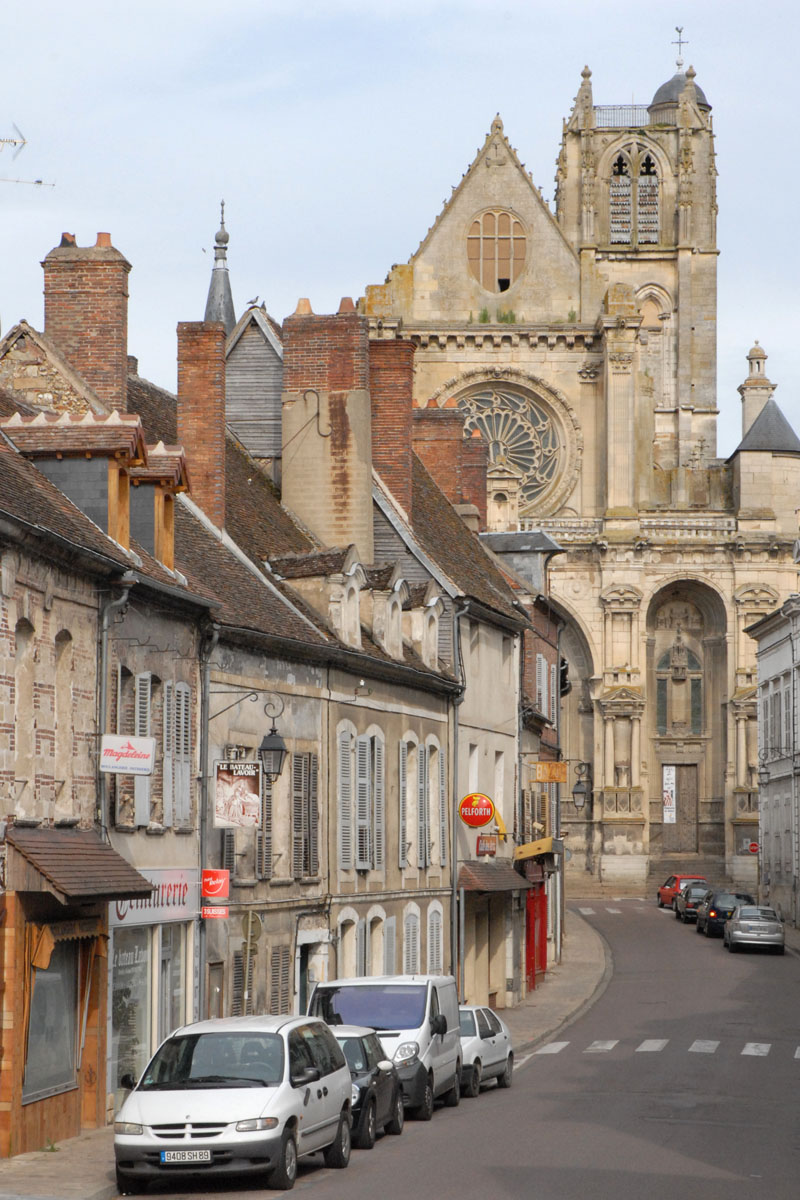
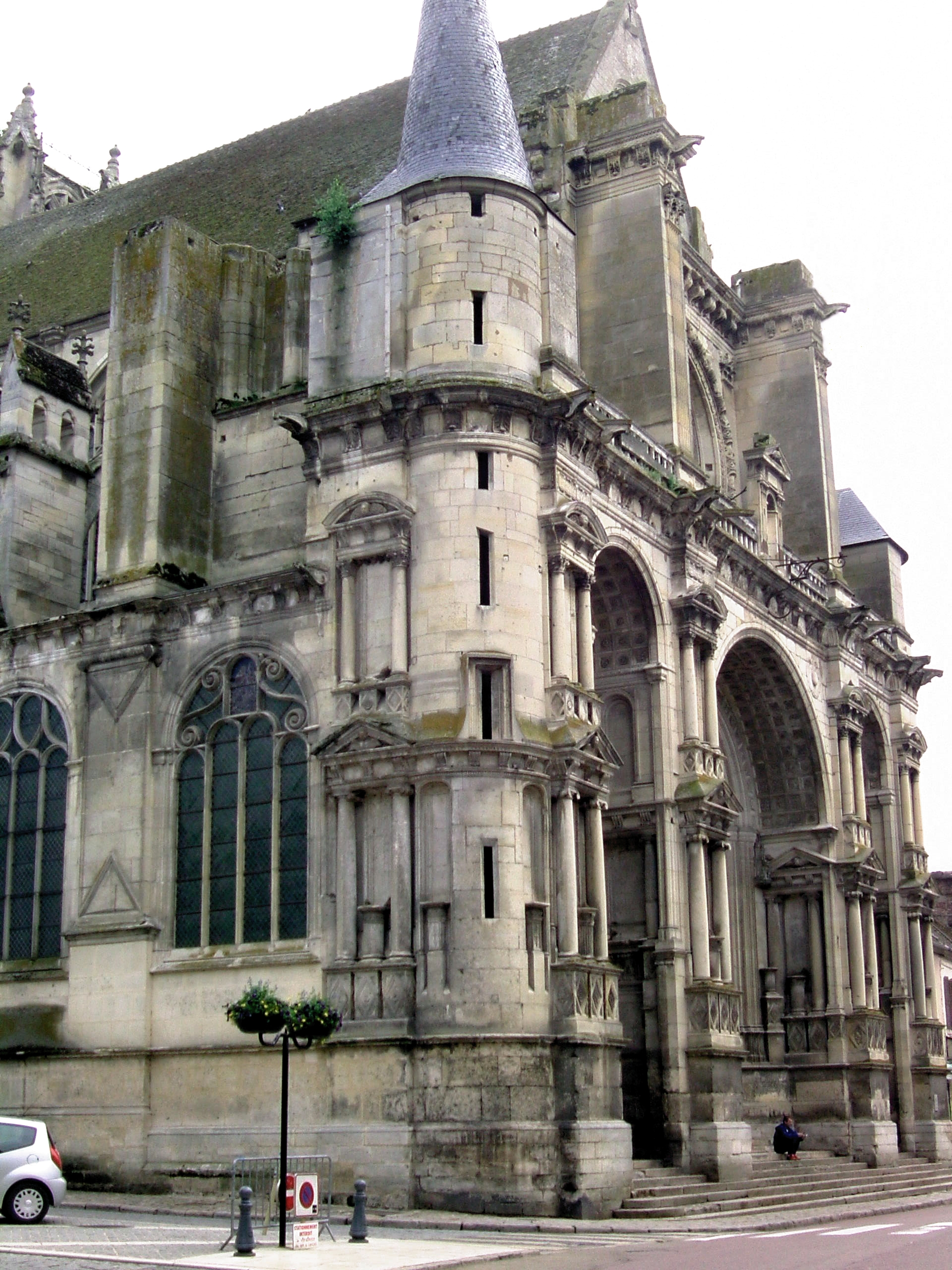
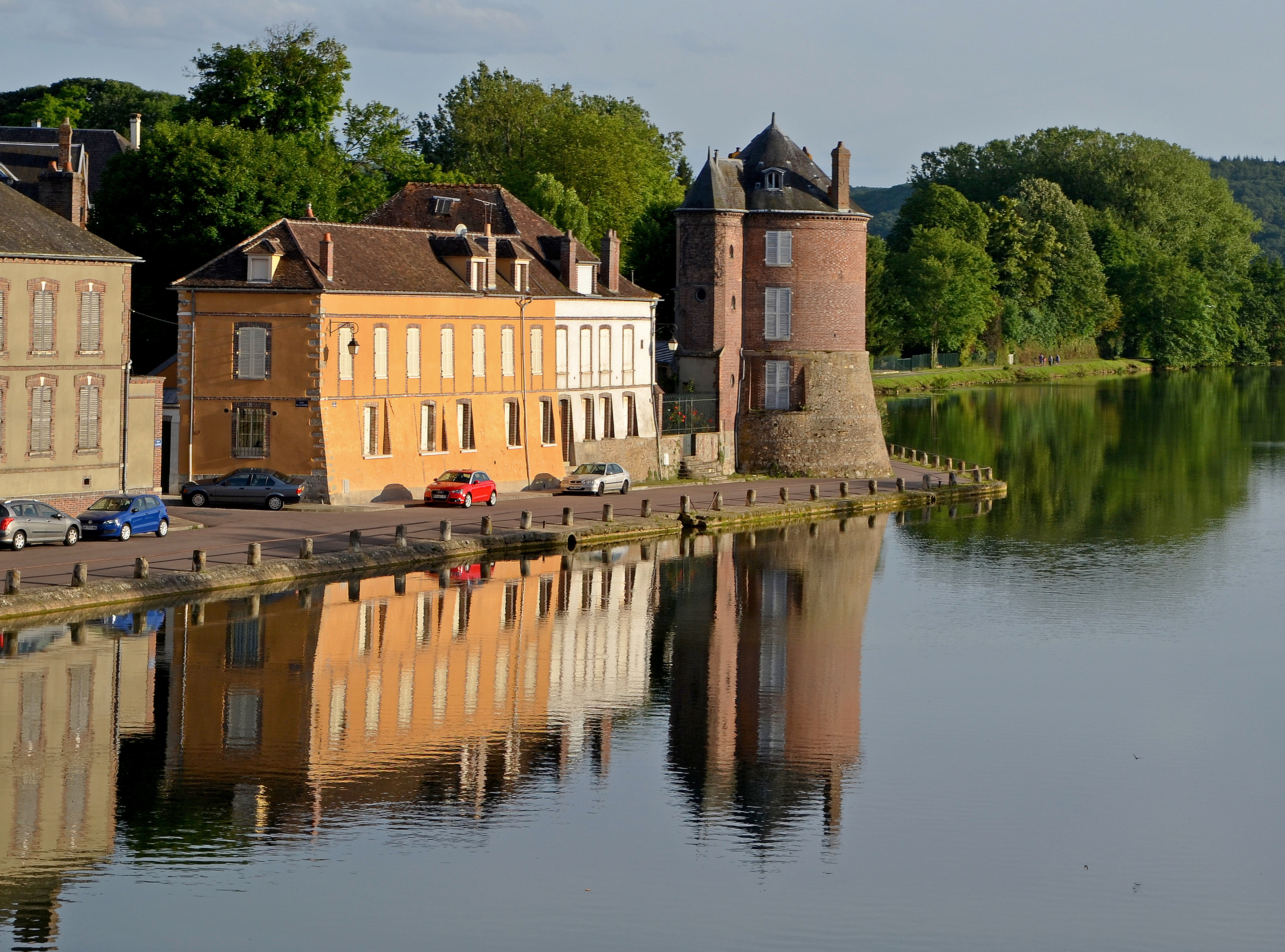
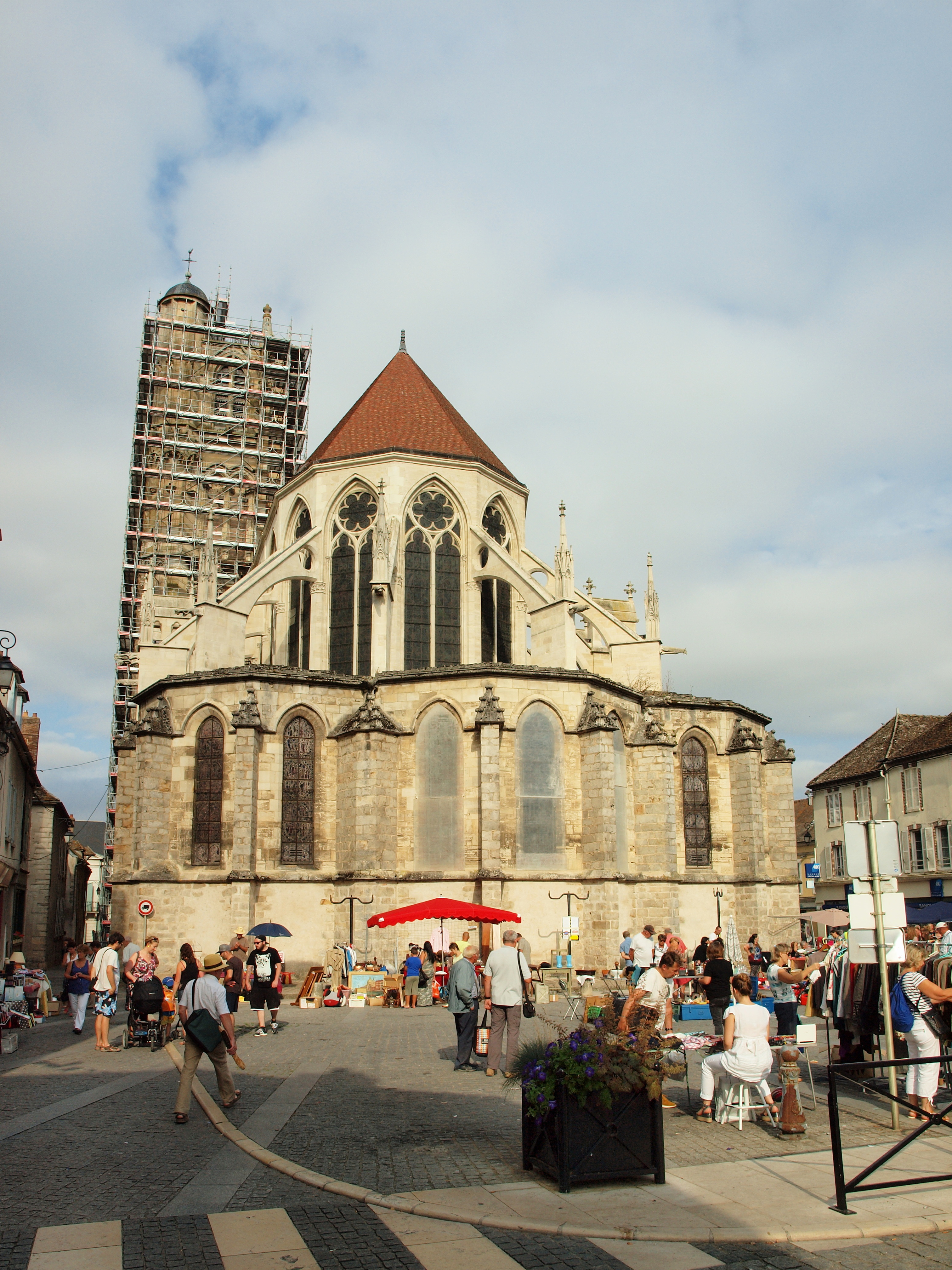
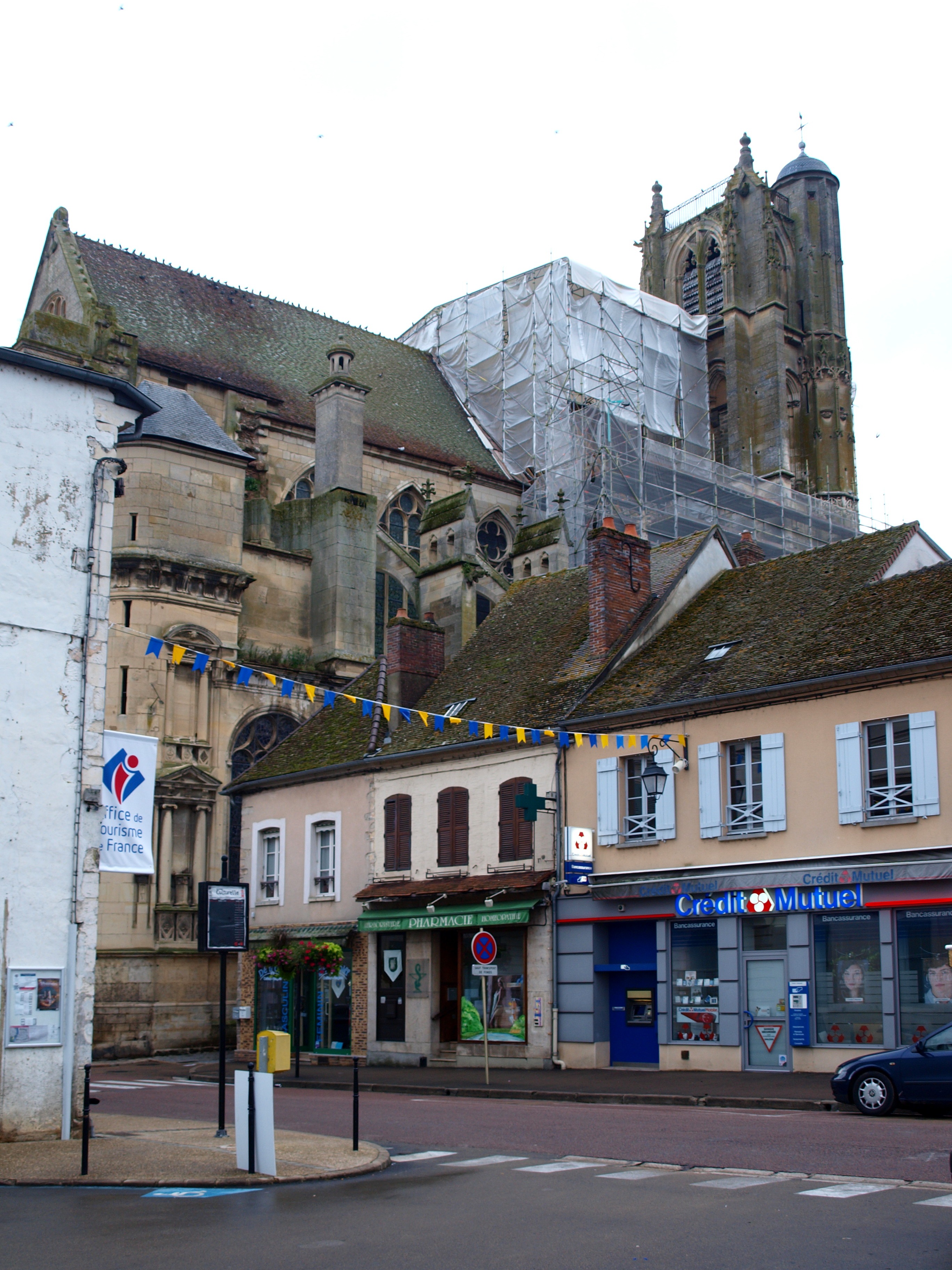
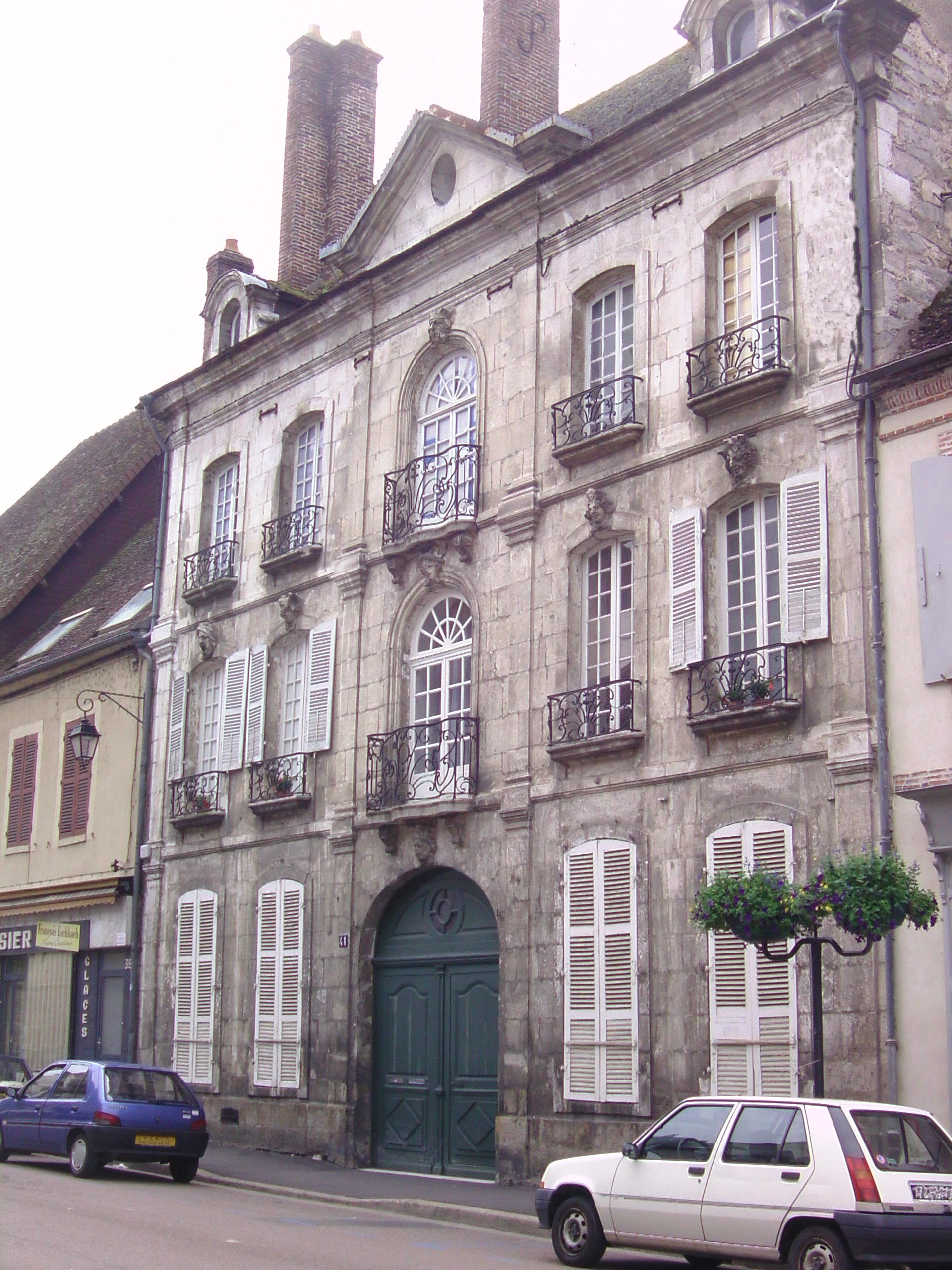
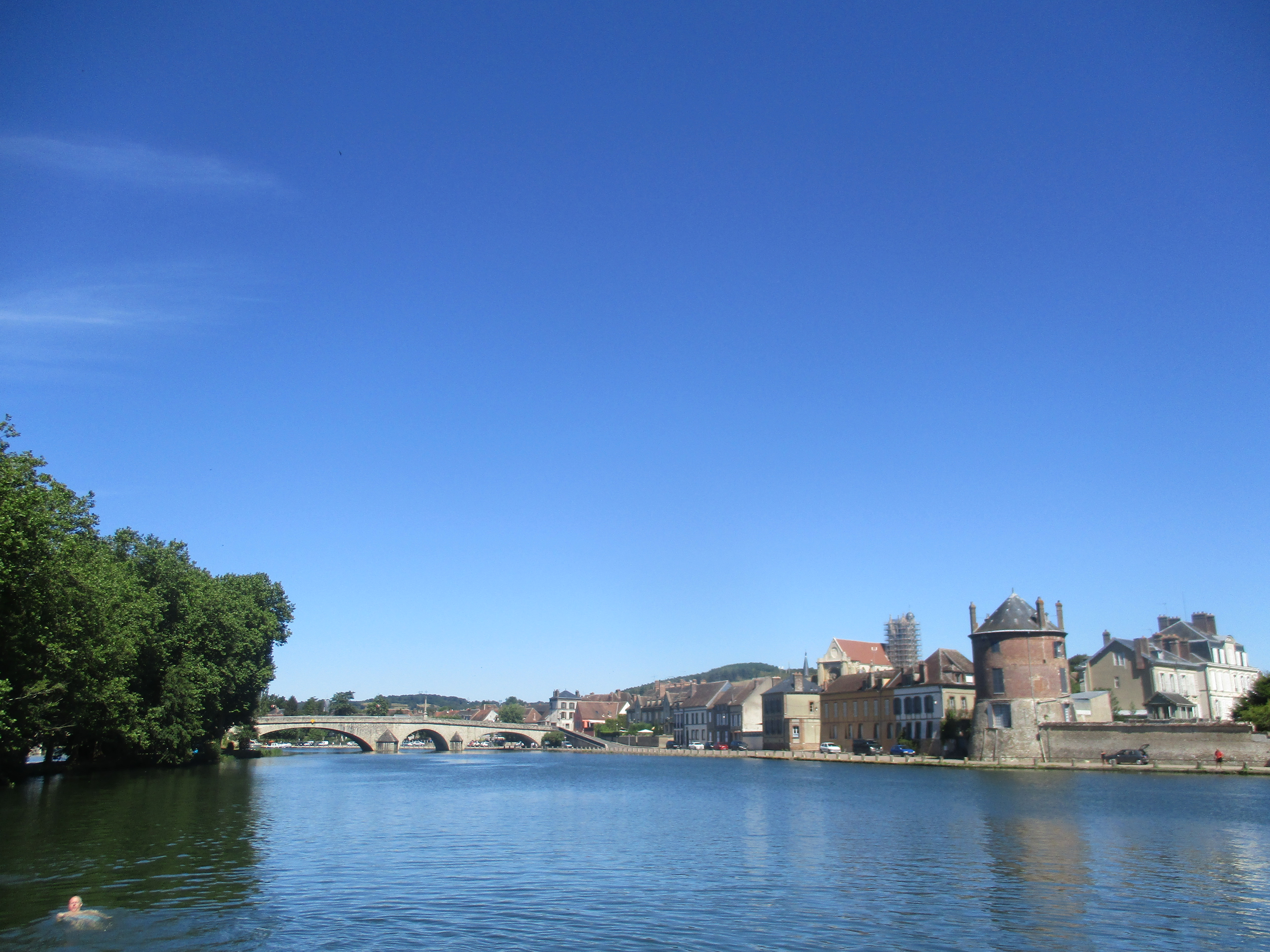
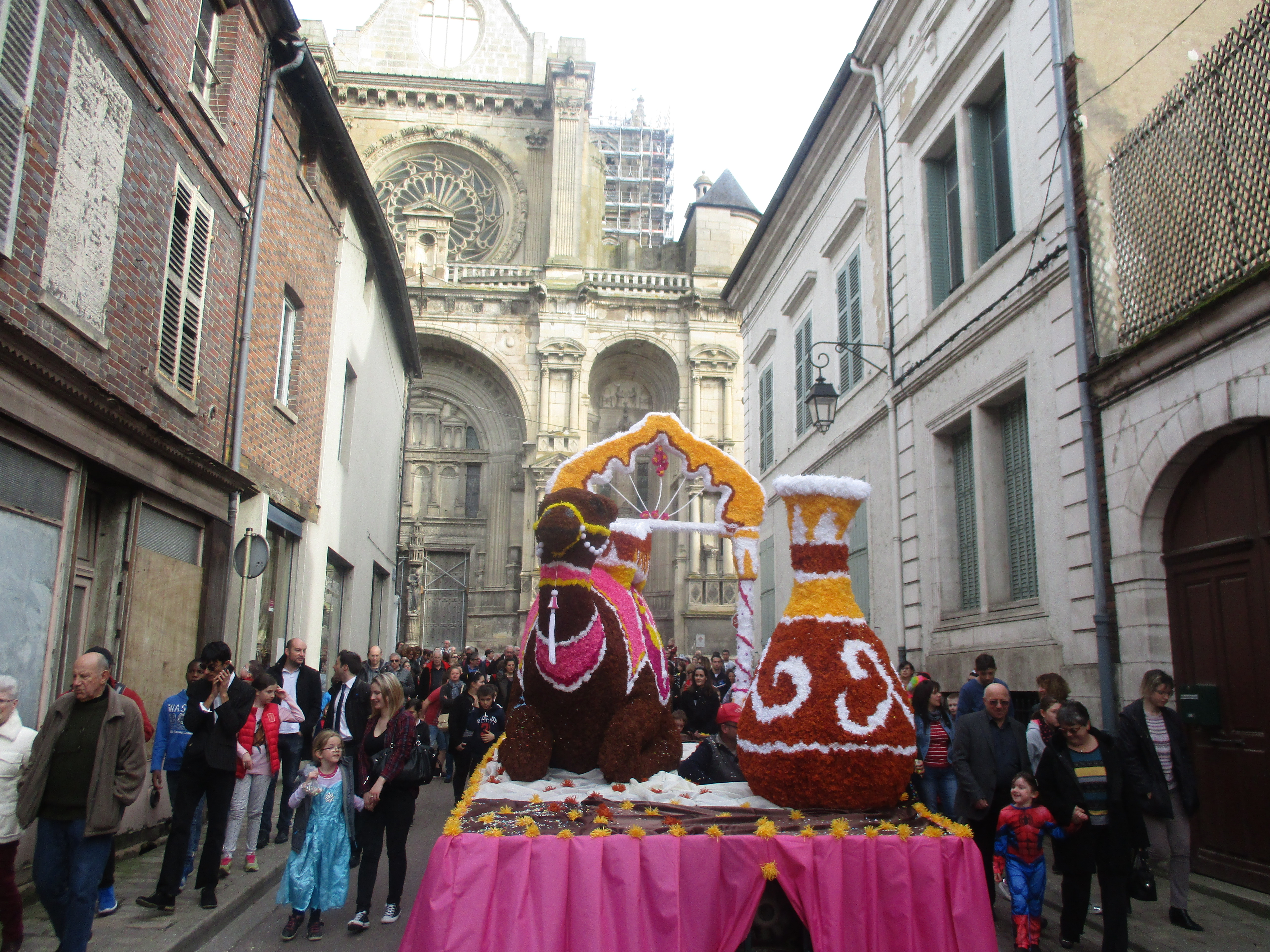
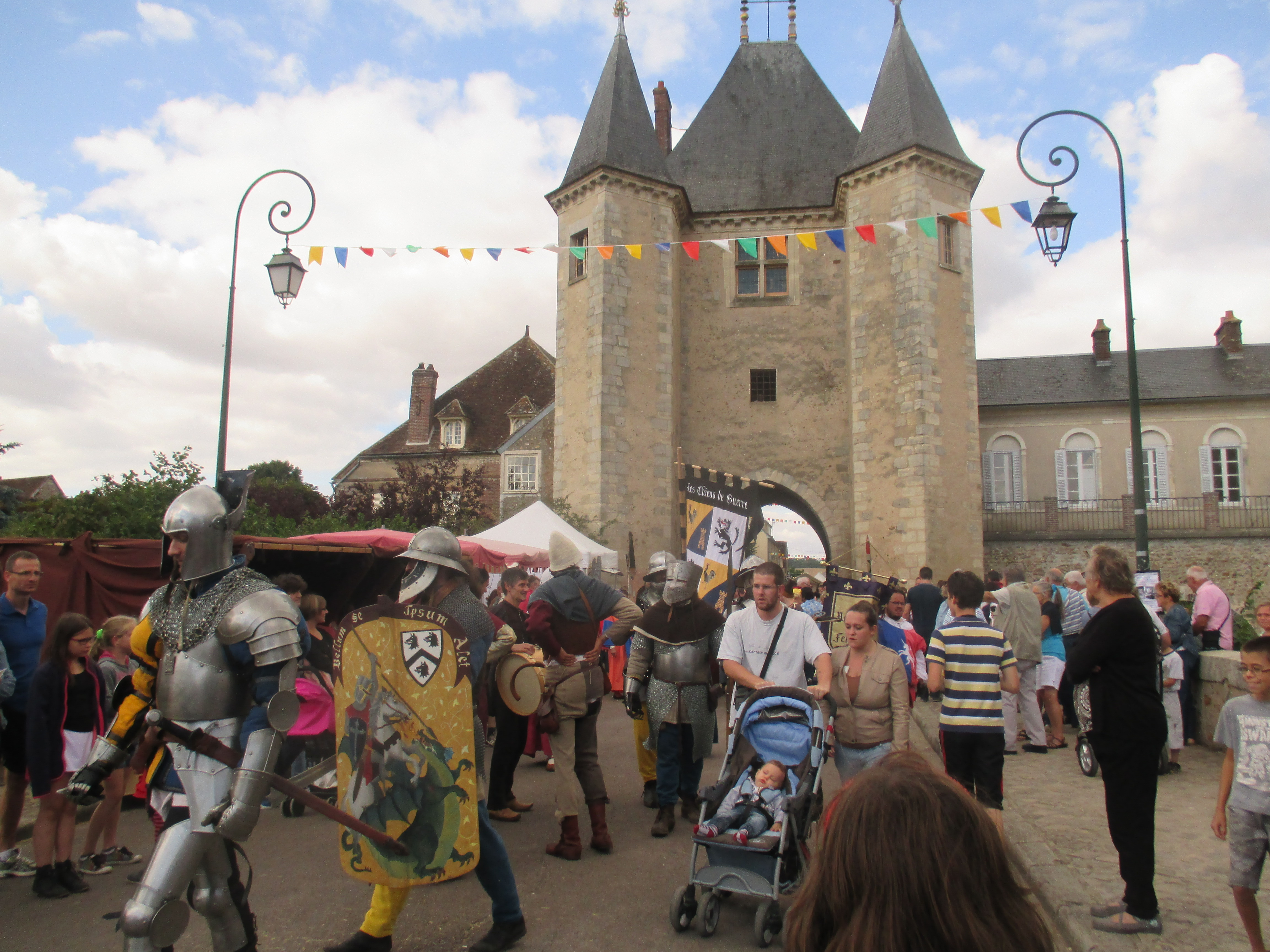